# Lo Serrui
Lo Serrui és un indret del terme municipal de Tremp, al Pallars Jussà, dins de l'antic terme ribagorçà d'Espluga de Serra.
Està situat sota i a migdia de lo Tossal, a l'est-nord-est dels Masos de Tamúrcia i a l'oest-sud-oest de la Torre de Tamúrcia, un xic més decantat cap a aquest darrer poble que no pas del primer. És al Serrat del Rei, al sud de la casa de Mirabella, a la dreta del barranc de Mirabella.